# 토니 리언
앤서니 제임스 리언(영어: Anthony James Leon 앤서니 제임스 리언[*], 1956년 12월 15일~)은 남아프리카 공화국의 외교관 겸 정치인이다.
프레데리크 빌렘 데 클레르크, 넬슨 만델라 대통령 시대에 데즈먼드 투투 대주교 등과 함께 남아프리카 공화국의 아파르트헤이트 철폐를 위한 민족 민주화 교섭에 참여하여 이름을 날렸다. 1999년 남아공 총선거에서는 제2당 영수까지 차지했지만, 이후 각각 대선 후보로 출마한 1999년 남아공 대선과, 이어 2004년 남아공 대선에서는 거듭 낙선하였으며, 한편으로 2000년 12월 27일에는 타보 음베키 당시 남아공 대통령이 야권 정계 인사 출신으로 파견한, 국제 외교 특사의 신분으로, 홍콩을 방문하기도 하였다. 이후 제이컵 주마 당시 남아공 대통령 때였던 2009년 9월부터 3년 1개월간 아르헨티나 주재 남아프리카 공화국 대사를 지냈다.

## 주요 경력
- 아르헨티나 주재 남아프리카 공화국 대사관 대사 (2009년 9월~2012년 10월)

## 역대 선거 결과
| 선거명      | 직책명                     | 대수 | 정당     | 득표율 | 득표수 | 결과 | 당락 |
| ----------- | -------------------------- | ---- | -------- | ------ | ------ | ---- | ---- |
| 1999년 선거 | 남아프리카 공화국의 대통령 | 2대  | 민주당   | 9.50%  | 38표   | 2위  | 낙선 |
| 2004년 선거 | 남아프리카 공화국의 대통령 | 2대  | 민주동맹 | 12.50% | 50표   | 2위  | 낙선 |